# Lesley Artist
Lesley C. Artist (circa 1974/1975 – Paramaribo, circa 22 januari 2020) was een inheems-Surinaams dorpshoofd, bestuurder en politicus. Hij was kapitein (dorpshoofd) van zijn dorp Redidoti en voorzitter van de Vereniging Inheemse Dorpshoofden Suriname (Vids). Daarnaast was hij van 2010 tot 2015 lid van De Nationale Assemblée voor de Nationale Democratische Partij (NDP).

## Biografie

### Jeugd en dorpshoofd Redidoti
Artist was een zoon uit een eenoudergezin en heeft ook nog een zusje. Hij werd op een ouderwetse, inheemse manier opgevoed door zijn grootouders. Na zijn basisschool in Redidoti ging hij naar een internaat in Paramaribo waar hij op de Paulusschool zat. Hierna ging hij naar de Kweekschool waar hij slaagde voor het A-diploma. Hierna werd hij onderwijzer tot hij zich vanaf 2004 volledig richtte op zijn functie van kapitein van Redidoti. Bij deze functie hoort een kleine maandelijkse vergoeding van de overheid.
Ondertussen volgde hij in 2006 in Canada nog een studie in grondrechten. Daarnaast was hij rond 2008 ondervoorzitter van de Vids. Hij is een achterneef René Artist, de voorzitter van de Amazone Partij Suriname van 2013 tot 2019. Toen ze beide jong waren, discussieerden ze veel over politieke onderwerpen.

### NDP en parlement
In 2005 werd hij benaderd door Ricardo Panka, een van de leidende personen van de NDP. Die bracht hem in contact met de partijleider Desi Bouterse. In dat gesprek merkte hij dat ze veel gelijke politieke ideeën en doelen hadden. Vervolgens kwamen er nog veel overleggen met familie, dorpelingen en andere dorpshoofden bij te kijken, voordat hij de goedkeuring kreeg om zich aan te sluiten bij de NDP. Hij deed in zijn district Para mee als lijsttrekker tijdens de parlementsverkiezingen van 2010 en werd voor een termijn van vijf jaar gekozen in De Nationale Assemblée (DNA). In zijn dorp werd na de verkiezingen gerekend op de inlossing van zijn verkiezingsbelofte om de Carolinabrug te herstellen. Deze werd nog tijdens de bouw kapot gevaren. Dit punt verzilverde Artist bij de voltooiing van nieuwbouw in 2014. Daarnaast werden tijdens zijn lidmaatschap van DNA twintig huizen en een kruto oso (vergaderzaal) in zijn dorp gebouwd.
Ondertussen werd hij in 2012 door alle vijftig dorpshoofden van de Vids gekozen tot hun voorzitter. In 2015 keerden Artist en Hugo Jabini niet terug op de verkiezingslijst van de NDP; Jabini heeft een marron-inheemse achtergrond.

### Grondrechten
Een ander belangrijk onderwerp waarvoor hij zich hard wilde maken tijdens zijn parlementslidmaatschap, was de erkenning van grondrechten voor inheemsen (inheemsen en marrons). Hierin voelde hij zich gesteund bij Hugo Jabini die tegelijk met hem voor de NDP in DNA kwam. In februari 2016 overhandigde Artist als voorzitter van de Vids het vonnis van het Inter-Amerikaans Hof aan minister Edgar Dikan waarin de Surinaamse staat wordt gesommeerd binnen twee jaar aan de volken Kali’na en Lokono collectieve grondrechten op hun traditionele territorium toe te kennen. In 2017 beklaagde Artist zich echter dat het vonnis noch het akkoord met de regering uit 1992 verandering heeft gebracht aan de grondrechtenproblematiek van de inheemse Surinamers.
In augustus 2017 tekende hij met Dikan een intentieverklaring om de rechten te gaan regelen; Bouterse stelde de ondertekening op het laatste moment uit. Hij tekende weliswaar later, maar de Wet Beschermde Dorpsgebieden, die in 2017 door DNA werd goedgekeurd, bleef ongetekend liggen op het bureau van Bouterse (stand juli 2019). Ondertussen volgde Theo Jubitana Artist op 28 augustus 2017 op als voorzitter van de Vids.
In september 2018 stapte het dorp Redidoti met Artist  aan het roer uit de Vids, na een verschil van mening met Jubitana over de grondrechtenkwestie. Hierna volgden nog negen andere dorpen. Zijn achterneef reageerde vermanend en bezorgd, omdat "een gewezen voorzitter ... zou moeten weten dat de Vids niet een organisatie is, maar een instituut dat gekoppeld is aan het traditioneel gezag. Dus gewoon eruit of erin stappen doe je ook niet zomaar," aldus René Artist. Ook benadrukte hij dat een breuk de gezamenlijke doelen in de weg stond. Op een lijmpoging van Patricia Sabajo en Mireille Draaibas reageerden Jubitana en Artist in juli 2019 positief.

### Kritiek van bevolking in Redidoti
In december 2018 was er onrust onder de dorpelingen van Redidoti vanwege dorpsgelden, materialen en een winkelpand die onder beheer stonden van Artist. In het dorp had zich twee jaar lang een Chinese winkelier gevestigd die daarvoor vijfduizend USD betaalde. Daarna zou het pand onrechtmatig zijn verhuurd aan zijn moeder, werd een deel van het bos gekapt en zouden voertuigen, werktuigen en een houtfabriek zijn verkocht. Van deze opbrengsten zou niets gedeeld zijn met de dorpsbewoners.

### Ziekte
Artist overleed in 2020 na een ziekbed in 's Lands Hospitaal in Paramaribo; de familie maakte dit bekend op 22 januari. Ervoor was hij nog vergeefs voor behandeling in Cuba. Artist is 45 jaar oud geworden.
Vanwege zijn grote betrokkenheid bij de toekomst van de Jodensavanne werd postuum op 23 september 2024 het bezoekerskamp aldaar naar hem vernoemd.